# Athyrium himalaicum
Athyrium himalaicum là một loài thực vật có mạch trong họ Woodsiaceae. Loài này được Ching ex Mehra & Bir miêu tả khoa học đầu tiên năm 1964.